# Laurens Appeltans
Laurens Appeltans (Kozen, 6 oktober 1944) is een voormalig Belgisch Vlaams-nationalistisch politicus voor de Volksunie.

## Levensloop
Appeltans volgde klassieke humaniora aan het Klein Seminarie van Sint-Truiden en werd daarna geaggregeerde Nederlands-Engels-Duits aan de Provinciale Normaalschool van Hasselt. Vanaf 1967 was hij vooral leraar aan het Amandina College en het Ursula-Instituut te Herk-de-Stad tot 1988. Tevens werd hij lid van Plan België (voorheen Foster Parents Plan) en voorzitter van de stuurgroep van Plan Limburg.
Als militant van de Vlaamse Beweging trad hij toe tot de Volksunie. In 1982 werd hij bestuurslid van de partijafdeling in Herk-de-Stad en van 1985 tot 1988 was hij voorzitter van de partijafdeling van het arrondissement Hasselt.  In 1995 werd hij voorzitter van de provinciale Volksunie-afdeling van Limburg en van 1996 tot 2001 was hij algemeen partijsecretaris van de partij. Ook was hij van 1999 tot 2004 kabinetsadviseur bij de ministers in de Vlaamse Regering Johan Sauwens en Paul Van Grembergen. 
Voor de Volksunie zetelde hij van 1987 tot 1995 in de Belgische Senaat: van 1987 tot 1991 als provinciaal senator voor Limburg en van 1991 tot 1995 als rechtstreeks verkozen senator voor het arrondissement Hasselt-Tongeren-Maaseik. In de periode januari 1992-mei 1995 had hij als gevolg van het toen bestaande dubbelmandaat ook zitting in de Vlaamse Raad. De Vlaamse Raad was vanaf 21 oktober 1980 de opvolger van de Cultuurraad voor de Nederlandse Cultuurgemeenschap, die op 7 december 1971 werd geïnstalleerd, en was de voorloper van het huidige Vlaams Parlement.  
Als algemeen partijsecretaris begeleidde hij in 2001 het ledenreferendum dat het ontbinden van de Volksunie in Spirit en N-VA tot gevolg had.
Bovendien zetelde Appeltans van 1983 tot 1988 voor de VU en van 1989 tot 2015 voor de lokale partij NIEUW Herk-de-Stad in de gemeenteraad van Herk-de-Stad, waar hij van 1983 tot 1994 en van 1996 tot 2000 schepen was. Van 2011 tot 2015 was hij voorzitter van de gemeenteraad. Na 33 jaar in de gemeenteraad nam hij ontslag op 1 oktober 2015. 
Ook werd hij voorzitter van de Vriendenkring van Oud VU-parlementsleden die hij in 1996 als algemeen partijsecretaris had opgericht. 